# Zusatzweiterbildung Krankenhaushygiene
Die Zusatzweiterbildung Krankenhaushygiene ist eine in der Musterweiterbildungsordnung der deutschen Bundesärztekammer von 2018 (MWBO) aufgeführte Zusatzweiterbildung im Bereich Krankenhaushygiene für Fachärzte in einem Gebiet der unmittelbaren Patientenversorgung. Die Inhalte der Zusatz-Weiterbildung Krankenhaushygiene sind integraler Bestandteil der Weiterbildung zum Facharzt für Hygiene und Umweltmedizin oder zum Facharzt für Mikrobiologie, Virologie und Infektionsepidemiologie.

## Definition
Die Zusatzweiterbildung Krankenhaushygiene umfasst in Ergänzung zu einer Facharztkompetenz die Prävention, Erfassung und Bewertung nosokomialer Infektionen und multiresistenter Erreger sowie die Durchführung und Koordination insbesondere von patientenbezogenen Maßnahmen zur Prävention und Kontrolle in medizinischen Einrichtungen.

## Mindestanforderung
Um die Bezeichnung Krankenhaushygiene führen zu dürfen, müssen Ärzte
- über die Facharztanerkennung in einem Gebiet der unmittelbaren Patientenversorgung verfügen und
- eine Kurs-Weiterbildung in Krankenhaushygiene mit einem Umfang von 200 Stunden absolviert haben (die Kurs-Weiterbildung kann durch 12 Monate Weiterbildung an anerkannten Weiterbildungsstätten ersetzt werden)[2] und zusätzlich
- über Kenntnisse, Erfahrungen und Fertigkeiten in Krankenhaushygiene gemäß den in der Weiterbildungsordnung festgelegten Weiterbildungsinhalten verfügen.

Bei der Anmeldung zur Weiterbildungsprüfung müssen der zuständigen Ärztekammer sämtliche Nachweise über die erfüllten Mindestanforderungen vorgelegt werden. Dazu gehören auch die Logbuch-Dokumentationen über alle durch die MWBO vorgegebenen Inhalte der Weiterbildung.

## Inhalte der Weiterbildung
Zur Weiterbildungsprüfung muss man darlegen können, dass man Kenntnisse, Erfahrungen und Fertigkeiten unter anderem in folgenden Bereichen erlangt hat:
- Hygiene und Infektionsprävention in Krankenhäusern und Praxen
- Hygienisches Qualitätsmanagement
- Erstellung von Hygieneplänen und Überwachung ihrer Umsetzung
- Vorbeugung und Epidemiologie von infektiösen Krankheiten einschließlich des individuellen und allgemeinen Seuchenschutzes
- Beratung bezüglich Infektionsverhütung, Infektionserkennung und Infektionsbekämpfung
- Überwachung der Desinfektion, Medizinprodukteaufbereitung, Versorgung und Entsorgung
- Surveillance nosokomialer Infektionen
- Ermittlung des Risikoprofils einer Einrichtung für die Entstehung nosokomialer Infektionen
- Erkennung nosokomialer Infektionen, Erreger- und Resistenzüberwachung
- Planung und Durchführung von Interventionen zur Reduktion nosokomialer Infektionen und Besiedlungen mit multiresistenten Erregern
- Beratung beim Umgang mit multiresistenten Erregern
- Hygienische Beratung bei der Planung und patientengerechten Durchführung von Bau- und Umbaumaßnahmen in medizinischen Einrichtungen
- Hygienische Begehungen und Inspektionen in klinisch-medizinischen Einrichtungen mit Analyse spezifischer hygienischer Risiken vor Ort
- Schulungen für ärztliche Mitarbeiter und Pflegepersonal.[1]

Die Inhalte der Musterweiterbildungsordnung sind allerdings nur eine Empfehlung für die rechtsverbindlichen Weiterbildungsordnungen der Landesärztekammern, die hiervon abweichende Regelungen treffen können.